# Kazuko Sawamatsu
Kazuko Sawamatsu (jap. 沢松和子 Sawamatsu Kazuko; ur. 5 stycznia 1951 w Nishinomiyi, Hyogo) – tenisistka japońska, zwyciężczyni Wimbledonu w grze podwójnej, reprezentantka w Pucharze Federacji.
Kazuko Sawamatsu była czołową juniorką świata u progu ery open tenisa, wygrywając młodzieżowe tytuły wielkoszlemowe we French Open i na Wimbledonie w 1969. Wkrótce zaczęła odnosić sukcesy w dorosłym tenisie – w 1972 w US Open wyeliminowała rozstawioną z numerem 6 Nancy Richey, w 1973 osiągnęła półfinał Australian Open (pokonała w ćwierćfinale Brytyjkę Virginię Wade 0:6, 6:1, 6:4, w półfinale uległa reprezentantce gospodarzy Evonne Goolagong 4:6, 3:6). Na kolejny wielkoszlemowy półfinał japońscy kibice czekali ponad 20 lat, do czasu sukcesów Kimiko Date.
W 1974 była w półfinałach międzynarodowych mistrzostw Kanady i Niemiec, w ćwierćfinale międzynarodowych mistrzostw Włoch oraz III rundzie Wimbledonu. W 1975 wystąpiła w trzech ćwierćfinałach imprez zaliczanych do Wielkiego Szlema – w Australian Open i US Open przegrywała z Goolagong (w US Open pokonała rozstawioną z "ósemką" Julie Heldman), we French Open z Chris Evert. Również z Evert odpadła w III rundzie Wimbledonu, ale słabszy występ singlowy powetowała sobie w deblu. W parze z rodaczką (urodzoną w USA) Ann Kiyomurą triumfowała w grze podwójnej, po finałowym zwycięstwie nad Holenderką Betty Stöve i Francuzką Françoise Durr 7:5, 1:6, 7:5. Rezultaty uzyskiwane przez Sawamatsu, szczególnie deblowy triumf wimbledoński, spowodowały w Japonii duże zainteresowanie tenisem.
Do Kazuko Sawamatsu należy kilka rekordów reprezentacji narodowej w Pucharze Federacji. Wystąpiła w 30 spotkaniach międzypaństwowych, odniosła najwięcej zwycięstw singlowych (25), najwięcej zwycięstw deblowych (19) oraz najwięcej zwycięstw ogółem (44). Przegrała 10 meczów. Tworzyła najskuteczniejsze pary deblowe, odnosząc po dziewięć zwycięstw w grze podwójnej z Kimiyo Yagaharą i Kayoką Fukuoką. W 1974 zdobyła dwa punkty w meczu z Polską, pokonując m.in. Barbarę Kral. Wszystkie te wyniki Sawamatsu osiągnęła w latach 1970–1975.
W 1975 Sawamatsu wyszła za mąż (nazwisko małżeńskie Yoshida) i wcześnie zakończyła karierę zawodniczą. Tradycje tenisowe kontynuowała jej siostrzenica Naoko, w latach 90. ćwierćfinalistka Australian Open. Ze swoją starszą siostrą Junko Sawamatsu, matką Naoko, Kazuko wystąpiła trzykrotnie w deblu w Pucharze Federacji w 1970.
Wygrane turnieje:
- 1969 French Open (gra pojedyncza juniorek)
- 1969 Wimbledon (gra pojedyncza juniorek)
- 1975 Wimbledon (gra podwójna, z Ann Kiyomurą)